# Dead Boy Detectives
Dead Boy Detectives ist eine amerikanische Fernsehserie von Steve Yockey, die auf den gleichnamigen Comicfiguren von Neil Gaiman und Matt Wagner aus dem Comicverlag DC Comics basiert, zu dem auch die Doom Patrol und Sandman gehören. Die Dead Boy Detectives sind die verstorbenen Teenager Edwin Payne und Charles Rowland, die nach ihrem Tod auf der Erde blieben und eine Detektivagentur für übernatürliche Fälle gründeten, mit der sie anderen Verstorbenen helfen.
Nach einem Auftritt der Figuren in der Serie Doom Patrol, die bei HBO Max lief, wurde Dead Boy Detectives ursprünglich im September 2021 von HBO Max als Spin-Off der Doom Patrol bestellt. Die Serienproduktion wurde aber im Februar von Netflix übernommen und spielt daher im selben Serienuniversum wie die Netflix-Serie Sandman. Auf Netflix hatte die erste Staffel der Dead Boy Detectives Premiere am 25. April 2024. Nach einer Staffel wurde sie abgesetzt.

## Handlung
Die Serie folgt den Geistern Edwin Payne und Charles Rowland, die auf der Erde verbleiben, statt sich vom Tod ins Jenseits mitnehmen zu lassen, und in London eine Detektivagentur für Geister gegründet haben. Mit dem Medium Crystal Palace gehen sie für einen Fall nach Port Townsend in Washington, wo sie mit dem magischen Katzenkönig und der Hexe Esther Finch aneinandergeraten. Zugleich sucht nach ihnen die Nachtschwester aus der Fundsachenabteilung des Jenseits, um sie ins Jenseits zu überführen.

## Episodenliste
| Nr. | Deutscher Titel                   | Originaltitel                      | Regie               | Drehbuch                             |
| --- | --------------------------------- | ---------------------------------- | ------------------- | ------------------------------------ |
| 1 | Der Fall Crystal Palace           | The Case of Crystal Palace         | Lee Toland Krieger  | Steven Yockey                        |
| In London treiben die Geister Edwin und Charles den Dämon David aus Crystal Palace aus. Diese verliert dadurch ihre Erinnerungen; weil sie ein Medium ist, kann sie die Geister sehen. Eine Vision, als sie ein Vermisstenplakat berührt, führt das Trio nach Port Townsend in Washington. Crystal mietet dort einen Raum über Jennys Metzgerei gegenüber dem Raum von Niko. Indem Edwin Magie bei einer Katze anwendet, erfahren sie, dass das Mädchen Becky von der Hexe Esther Finch festgehalten wird, die Mädchen an ihre Schlange verfüttert. Bei der Befreiung Beckys muss Charles kurzzeitig von Esther Besitz ergreifen, was die Fundsachenabteilung im Jenseits auf die Jungen aufmerksam macht. |                                   |                                    |                     |                                      |
| 2 | Der Fall des Löwenzahn-Schreins   | The Case of the Dandelion Shrine   | Glen Winter         | Shoshana Sachi & Cheech Manohar      |
| Das Trio wird von den Katzen der Stadt zu ihrem Katzenkönig geführt, der menschliche Form annehmen kann. Weil Edwin Magie auf eine Katze angewendet hat, bestraft er diesen mit einem Zauber, der Edwin in der Stadt festhält. Um ihn zu brechen, müsse Edwin alle Katzen der Stadt zählen. Crystals Nachbarin Niko strahlt eine Aura bunter Farben aus, die die Aufmerksamkeit anderer anzieht, und bricht bewusstlos zusammen. Edwin und Charles finden heraus, dass dies parasitäre Löwenzahnelfen auslösen und können diese aus Niko heraustreiben und in einem Glas fangen. Durch diese Nahtoderfahrung ist Niko schließlich in der Lage, die Geister zu sehen. In der Zwischenzeit verwandelt Esther ihr Hexentier, die Krähe Monty, in einen Menschen, und die Nachtschwester aus der Fundsachenabteilung findet die Identität der Jungen heraus. |                                   |                                    |                     |                                      |
| 3 | Der Fall der Familie Devlin       | The Case of the Devlin House       | Cheryl Dunye        | Ian Weinreich & Kristy Lowrey        |
| Die Agentur wird mit einem Fall um ein Haus, das bald abgerissen werden soll, beauftragt. Dort hat vor dreißig Jahren ein Mann seine Frau und Töchter umgebracht. Deren Geister stecken in einer Zeitschleife und erleben ihren Tod immer wieder neu. Dadurch an die Misshandlungen durch seinen eigenen gewalttätigen Vater erinnert gerät auch Charles in die Zeitschleife. Edwin und Crystal können die Zeitschleife lösen und Charles und die Opfer retten. Im Jenseits berichten die Töchter der Nachtschwester von ihren Rettern. Monty beginnt, Edwin zu treffen und mit ihm zu flirten. |                                   |                                    |                     |                                      |
| 4 | Der Fall der Leuchtturmspringer   | The Case of the Lighthouse Leapers | Andi Armaganian     | Joshua Conkel & Kristin Layne Tucker |
| Am Leuchtturm der Stadt springen Leute, weil sie Stimmen geliebter Menschen hören, die sie anlocken, in den Tod und verbleiben als Geister. Bei ihrer Untersuchungen dort hört Crystal ihre Mutter, aber wird von Niko vom Springen abgehalten. Der Katzenkönig fängt Edwin alleine ab und macht ihm sexuelle Avancen, auch in Gestalt von Charles. Niko findet am Strand ein rotes Seeglas, mit dem Edwin die mythische Waschfrau beschwört. Sie rät ihnen, „Angie“, das Seemonster, das die Leute in den Tod lockt, einzuschläfern, was sie mit einer Spieluhr tun wollen. Als die Nachtschwester erscheint und Charles Erinnerungen an seinen Tod durchleben lässt, schlägt er sie mit der Spieluhr nieder und sie wird von Angie verschluckt. Wieder in Crystals Zimmer küssen sie und Charles sich. |                                   |                                    |                     |                                      |
| 5 | Der Fall der zwei toten Drachen   | The Case of the Two Dead Dragons   | Amanda Tapping      | Kelli Breslin & Jeremy Kaufman       |
| Edwin wird von den toten Teenagern Brad und Hunter angesprochen, die sich nicht erinnern, wie sie gestorben sind. Das Trio interviewt Schüler an deren Schule, darunter Brads Freundin Maren, und Twitchy Richie, der als einziger sagt, dass die beiden andere mies behandelt haben. Am Friedhof beschwören sie den Geist von Brads Exfreundin Shelby, die wegen den beiden Suizid begangen hat. Bei Maren finden Edwin und Charles heraus, dass diese Brad und Hunter getötet hat, weil diese intime Fotos von ihr herumgezeigt haben, und können verhindern, dass sie zu ihrem Schutz auch Crystal tötet. In der Zwischenzeit hat Niko entdeckt, dass Jennys heimliche Bewunderin die Bibliothekarin Maxine ist, und ein Date im Geschäft arrangiert. Bei diesem zeigt sich, dass Maxine Jenny schon länger beobachtet und gestalkt hat. Sie beginnt, Jenny zu bedrohen, und tötet dabei versehentlich sich selbst. Nachts trifft Edwin sich mit Monty im Park und erzählt ihm, dass er Gefühle für einen Jungen entwickelt hat. Monty küsst ihn darauf, aber Edwin erklärt, dass er von jemand anderen gesprochen hat. |                                   |                                    |                     |                                      |
| 6 | Der Fall des schrecklichen Waldes | The Case of the Creeping Forest    | Glen Winter         | Beth Schwartz & Oscar Balderrama     |
| Genervt, dass David noch immer in ihrem Kopf herumspukt, lässt Crystal sich von Tragic Mick ein Objekt geben, das ihn loswerden soll. Ihr Wunsch, normal zu sein, führt aber dazu, dass sie ihre Kräfte verliert. Monty behauptet, er brauche die Hilfe der Gruppe, weil eine Geisterfreundin im Wald verschwunden sei. Während sie dort suchen, finden sie Hinweise einer Sporenkolonie, die Geisterenergie verzehrt. Edwin und Monty begegnet dem Katzenkönig, der Edwin enthüllt, dass Monty Esthers Tier ist. Dieser flieht zu Esther, die ihn wieder in eine Krähe verwandelt. Sie beschwört den Waldgeist Tooth Face gegen Edwin und Charles. Im Inneren ihres Verstandes trifft Crystal auf ihre Vorfahren, die ihr helfen, ihre Kräfte wiederzuerlangen, mit denen sie Tooth Face vertreiben kann, der Esther verschlingt. In der Zwischenzeit kann die Nachtschwester sich aus Angie befreien. Sie überrascht die Jungen zuhause und will Edwin, der gestorben war, indem er einem Höllendämon geopfert worden war, wieder dorthin mitnehmen. Obwohl sie feststellt, dass sein Status doch nicht eindeutig ist, erscheint bereits ein Monster der Hölle und verschleppt Edwin. |                                   |                                    |                     |                                      |
| 7 | Der Fall der Höllentreppe         | The Case of the Very Long Stairway | Richard Speight Jr. | Steve Yockey                         |
| Esther kämpft sich aus dem Boden frei und bestraft den Katzenkönig. Dann holt sie sich von Tragic Mick ein Gerät, um Edwins Energie auszusaugen, die besonders wertvoll für sie sei, weil er in der Hölle besonders viel Leid erlebt hat. Die Nachtschwester öffnet für Charles ein Portal in die Hölle. Auf dem Abstieg eine Treppe hinunter kommt er an Maxine vorbei. Mit Edwins Notizen, wie dieser zuvor der Hölle entkommen war, navigiert Charles sich durch verschiedene Räume. Edwin begegnet Simon, einen Jungen seiner Schule, der an Edwins Opferung teilgenommen hatte, weil er seine eigenen Gefühle für Edwin leugnete; sowie Despair, die Manifestation der Verzweiflung. Charles findet Edwin und sie fliehen durch die Räume der Hölle zurück. Auf der Höllentreppe gesteht Edwin Charles, dass er ihn liebt. In der Zwischenzeit geht Crystal, um David zu konfrontieren, und wird dabei von Jenny verfolgt. David ergreift Besitz von Jenny, Crystal kann ihn aber in ihrem Verstand bei ihren Vorfahren begraben und erhält so ihre Erinnerungen in Form von Kugeln zurück. |                                   |                                    |                     |                                      |
| 8 | Der Fall der hungrigen Schlange   | The Case of the Hungry Snake       | Pete Chatmon        | Ross Maxwell                         |
| Indem sie ihre Erinnerungen verzehrt, findet Crystal heraus, dass sie früher kein guter Mensch war, und Informationen über ihre Eltern in London. Jenny kann nach ihrer Erfahrung mit David nun auch die Geister sehen. Kurz nachdem Crystal sich von der Gruppe verabschiedet, um nach London zu gehen, explodiert im Geschäft eine Bombe, während Esther Edwin und Charles entführt. Crystal und Niko suchen den Katzenkönig auf, um Informationen über Esther zu erhalten, sowie Tragic Mick, der Niko einen Talisman gibt. In ihrem Haus hat Esther Charles mit Eisen gefesselt und Edwin in einer Vorrichtung, die seine Energie absaugt. Monty hilft Charles, sich zu befreien, der darauf gegen Esthers Schlange kämpft und sie tötet. Niko versucht, Edwin zu befreien, wird aber von Esthers Magie tödlich getroffen. Crystal dringt in Esthers Verstand ein und beschwört dort die Göttin Lilith, deren Magie Esther missbraucht hat. Daher erscheint Lilith und verschleppt Esther. Edwin und Charles nehmen Crystal offiziell in ihrer Agentur auf und laden auch Jenny, deren Geschäft zerstört ist, ein mitzukommen. Vor der Abreise trifft Edwin noch einmal den Katzenkönig und gibt ihm einen Kuss auf die Wange. In ihrem Büro in London erscheint die Nachtschwester zusammen mit ihrer Vorgesetzten. Diese erkennt den Wert von Edwins und Charles’ Arbeit und erlaubt ihnen, weiterhin Geistern zu helfen, beauftragt aber die Nachtschwester, sie zu beaufsichtigen. |                                   |                                    |                     |                                      |
| Alle Folgen wurden weltweit am 25. April 2024 auf Netflix veröffentlicht. |                                   |                                    |                     |                                      |

## Besetzung und Synchronisation
Die deutschsprachige Synchronisation entstand nach Dialogbüchern von Yannick Forstenhäusler und unter der Dialogregie von Boris Tessmann durch die Interopa Film GmbH.
| Rolle               | Darsteller            | Synchronsprecher   |
| Hauptfiguren        | Hauptfiguren          | Hauptfiguren       |
| ------------------- | --------------------- | ------------------ |
| Edwin Paine         | George Rexstrew       | Vincent Borko      |
| Charles Rowland     | Jayden Revri          | Nicolas Rathod     |
| Crystal Palace      | Kassius Nelson        | Jodie Blank        |
| Jenny Green         | Briana Cuoco          | Magdalena Höfner   |
| Nachtschwester      | Ruth Connell          | Marion Musiol      |
| Niko Sasaki         | Yuyu Kitamura         | Lisa May-Mitsching |
| Esther Finch        | Jenn Lyon             | Katrin Zimmermann  |
| Nebenfiguren        |                       |                    |
| David der Dämon     | David Iacono          | Lucas Wecker       |
| Katzenkönig         | Lukas Gage            | Sebastian Kluckert |
| Tragic Mick         | Michael Beach         | Tilo Schmitz       |
| Monty               | Joshua Colley         | Christian Zeiger   |
| Kingham             | Max Jenkins           | Dirk Petrick       |
| Litty               | Caitlin Reilly        | Bianca Krahl       |
| Maxine              | Lindsey Cort          | Manja Doering      |
| Figuren aus Sandman |                       |                    |
| Death (Tod)         | Kirby Howell-Baptiste | Yvonne Greitzke    |
| Despair             | Donna Preston         | Juliane Schöttler  |

## Produktion und Veröffentlichung
HBO Max bestellte im September 2021 eine Pilotepisode einer Serie zu den Dead Boy Detectives, von Neil Gaiman entwickelte DC-Comicfiguren, mit Steve Yockey als Drehbuchautor, der The Flight Attendant für den Sender entwickelt hatte. Als Executive Producer wurden Jeremy Carver, der die Serie Doom Patrol entwickelt hatte, und Greg Berlanti, dessen Produktionsfirma diese produziert hatte, engagiert. Der Dreh der Pilotepisode begann im November. Bereits für diese wurden in den führenden Hauptrollen Jayden Revri, George Rexstrew als die Dead Boy Detectives Edwin und Charles besetzt sowie Kassius Nelson als Crystal Palace und als Nebenrollen unter anderen Briana Cuoco aus The Flight Attendant und Ruth Connell, die ihre Rolle bereits in der Doom Patrol gespielt hat. Im April 2022 gab HBO Max eine Staffel von acht Episoden in Auftrag, für die Yockey Showrunner wurde. Aufgrund einer geplanten Neuausrichtung der comicbasierten Inhalte durch James Gunn und Peter Safran, zu der die Dead Boy Detectives nicht mehr passen würden, wurde die Serie im Februar 2023 an den Streamingdienst Netflix verkauft, bei dem die ebenfalls auf DC Comics basierende Serie Sandman von Gaiman läuft. Der Wechsel ermöglichte, die Serie offiziell als Spin-Off zu Sandman anstelle der Doom Patrol aufzubauen mit Auftritten der Figur Tod aus dem Sandman, gespielt von Kirby Howell-Baptiste. Bei Netflix erschien die gesamte erste Staffel am 25. April 2024 und Ende August 2024 wurde die Serie durch Netflix abgesetzt.

## Rezeption
Die Serie stand nach ihrer Veröffentlichung für drei Wochen in den englischen Top 10 von Netflix, in denen sie als höchste Position den zweiten Platz erreichte. In der ersten vollen Woche wurde sie 3,1 Millionen Mal angeschaut, in der dritten nur noch 1,8 Millionen.
Nach Lucy Mangan vom Guardian, die drei von fünf Sternen vergibt, sei die Serie guter eskapistischer Spaß, der die Aufgabe zu unterhalten effizient erfülle. Angie Han vom Hollywood Reporter beschreibt sie als zwar dunkel und manchmal bittersüß, aber stets unterhaltsam aufgrund der schrulligen Besetzung und des kecken Humors. Sie sei wie ihre beiden spirituellen Vorgänger (Doom Patrol und Sandman) etwas melancholisch, etwas gruselig und etwas pietätlos, zögere aber, zu sehr in Existenzangst einzutauchen, um die Stimmung nicht herunterzuziehen, sondern stütze sich stattdessen auf die irre Darstellung und warme Chemie der Figuren. Alison Herman von Variety vergleicht sie zusätzlich mit Chilling Adventures of Sabrina, einer weiteren Netflix-Serie, die das Übernatürliche mit einer Coming-of-Age-Geschichte verbinde, kritisiert aber die Ästhetik der Dead Boy Detectives, die zugleich zu cartoonhaft, aber auch seltsam dumpf und trübe sei.